# Jill Paton Walsh
Jill Paton Walsh, CBE (* 29. April 1937 in London als Gillian Bliss; † 18. Oktober 2020 in Huntingdon) war eine britische Schriftstellerin.

## Leben
Gillian Bliss besuchte die Schule St. Michael’s Convent in North Finchley, London. Sie studierte englische Literaturwissenschaft am St Anne’s College der Universität Oxford. Ihr Bruder ist der Volkswirtschaftler Christopher John Emile Bliss, der 1992–2007 Professor in Oxford war.
1961 heiratete sie Antony Paton Walsh, von dem sie sich 1986 trennte. Aus der Ehe gingen ein Sohn und zwei Töchter hervor. 2004 heiratete sie den Kinderbuchautor John Rowe Townsend, der 2014 verstarb. Ihr dritter Ehemann war seit September 2020 Nicholas Herbert, der 3. Baron Hemingford.
Bekannt wurde Paton Walsh zunächst durch ihre Kinderbücher, für die sie mehrere renommierte Preise gewann. Später verlegte sie sich mehr und mehr auf Bücher für Erwachsene, darunter Kriminalromane um die Amateurdetektivin Imogen Quy, eine Krankenschwester im (fiktiven) St. Agatha’s College der University of Cambridge. Von den Erben von Dorothy L. Sayers wurde sie ausgewählt, um den unvollendeten letzten Kriminalroman der legendären Reihe um Lord Peter Wimsey fertigzustellen. Später veröffentlichte sie noch drei weitere Romane um Lord Peter.
Paton Walsh lebte zuletzt in Cambridge, nachdem sie zuvor lange in Richmond (Surrey) gelebt hatte. Sie starb im Oktober 2020 im Alter von 83 Jahren.

## Ehrungen und Auszeichnungen
- 1970: Chicago Herald Tribune Book World Prize (für Firewood)
- 1974: Whitbread Book Award (für The Emperor’s Winding Sheet)
- 1976: Boston Globe/Horn Book Prize for fiction (für Unleaving)
- 1984: Universe Prize (für A Parcel of Patterns)
- 1985: Nestlé Smarties Book Prize (für Gaffer Samson’s Luck)
- 1994: Shortlist des Booker Prize (mit Knowledge of Angels)
- 1996: Commander des Order of the British Empire
- 1996: Fellow der Royal Society of Literature
- 1998: Phoenix Award (für A Chance Child)

## Werke

### Kinder- und Jugendbücher
- Hengest’s Tale. 1966
- The Dolphin Crossing. 1967
- Wordhoard (mit Kevin Crossley Holland). 1969
- Fireweed. 1970
- Goldengrove. 1972
- Toolmaker. 1973
- The Dawnstone.1973
- The Emperor’s Winding Sheet. 1974
- The Butty Boy (auch unter dem Titel The Huffler). 1975
- Unleaving. 1976
- Crossing to Salamis / The Walls of Athens / Persian Gold (zusammen auch unter dem Titel Children of the Fox), 1977–1978
- A Chance Child. 1978
- The Green Book (auch unter dem Titel Shine). 1981
- Babylon (illustriert von Jenny Northway). 1982
- Lost & Found (illustriert von Mary Rayner). 1984
- A Parcel of Patterns. 1984
- Gaffer Samson’s Luck. 1985, (US Farrar Straus & Giroux) Puffin 87.
- Five Tides. 1986.
- Torch. 1987 (verfilmt von der BBC)
- A School for Lovers. 1989
- Birdy and The Ghosties (illustriert von Alan Marks). 1989
- Can I Play? (Buchreihe mit vier Titeln). 1990
- Grace. 1992
- When Grandma Came (illustriert von Sophie Williams). 1992
- Matthew And the Sea Singer (illustriert von Alan Marks). 1992
- Little Pepi and the Secret Names. 1994
- Thomas and the Tinners (illustriert von Alan Marks). 1995
- Connie Came to Play (illustriert von Stephen Lambert). 1995
- When I was Little like You (illustriert von Stephen Lambert). 1997.

### Bücher für Erwachsene
- Farewell, Great King. 1972.
- The Island Sunrise. Prehistoric Britain. 1975 (Sachbuch)
- Lapsing. Roman. 1986
- A School for Lovers. Roman. 1989 (nach der Oper Così fan tutte)
- Knowledge of Angels. Roman. 1994
  - deutsch als Das Wissen der Engel. Ullstein, Berlin 1998, ISBN 3-548-24432-7
- The Serpentine Cave. Roman. 1997 (über ein Schiffsunglück in St Ives)
- A Desert in Bohemia. Roman. 2000

Kriminalromane um Imogen Quy:
- The Wyndham Case. Roman. 1993
- A Piece of Justice. Roman. 1995
  - deutsch als Und vergib uns unsere Schuld. Scherz, Bern u a. 1997, ISBN 3-502-51603-0
- Debts of Dishonour. Roman. 2006
- The Bad Quarto. Roman. 2007

Kriminalromane um Lord Peter Wimsey und Harriet Vane:
- Thrones, Dominations. Nach dem unvollendeten Roman von Dorothy L. Sayers. 1998, ISBN 978-0-312-18196-3
  - deutsch als In feiner Gesellschaft. Lord Peters letzter Fall. Rowohlt, Reinbek 2000, ISBN 978-3-499-22638-0
- A Presumption of Death. Roman. 2003, ISBN 978-0-340-82065-0
  - deutsch als Mord in mageren Zeiten. Rowohlt, Reinbek 2004, ISBN 978-3-499-23617-4
- The Attenbury Emeralds. Roman. 2010, ISBN 978-0-340-99572-3
- The Late Scholar. Roman. 2013, ISBN 978-1-444-76086-6